# Зозуля с дипломом
«Зозуля с дипломом» — советский фильм 1971 года режиссёра Вадима Ильенко.

## Сюжет
Максим Зозуля хотя и получил диплом зоотехника, но по совету друга после окончания института решил, что выгоднее работать продавцом в мясном отделе гастронома. И всё ладится: хороший заработок, строится кооперативная квартира в городе. Но однажды на сельскохозяйственной выставке он влюбляется в передовика труда, заведующую колхозной птицефермой Наталку Сурмач. Попытка познакомиться, выдав себя за учёного, приводит к фиаско: Наталка, увидев на рынке продавца Максима, раскрывает его обман. Теперь, чтобы реабилитировать себя перед Наталкой, он решает отправиться в колхоз, и работать по специальности. Чтоб завоевать сердце красавицы Максиму Зозуле придётся основательно потрудиться…

## В ролях
- Владимир Старостин — Максим Зозуля
- Антонина Лефтий — Наталка Сурмач, завприцефермы
- Нонна Копержинская — Оксана Дмитриевна, председатель
- Василий Симчич — дед Карпо
- Сергей Иванов — Павел Иванович Свечка, милиционер
- Владимир Шакало — Грицько Приходько, парикмахер
- Николай Сектименко — Сашко
- Виталий Дорошенко — Фёдор
- Василий Очеретяный — Яшко
- Вадим Гаевский — Лука Трофимович
- Нина Матвиенко — Оля
- Лариса Хоролец — птичница
- Александр Толстых — ведущий межколхозных соревнований

## Критика
Как указывал киновед И. С. Корниенко, этот фильм был критически воспринят зрителями и прессой за примитивность и банальность сюжетных ходов и решений. Кинокритик Дмитрий Писаревский в рецензии на фильм в журнале «Спутник кинозрителя» отмечал, что фильм неравномерен, есть то, что действительно смешно, а есть и вымученные отдающие нафталином шутки, а кинокритик Виктор Дёмин, рассматривая в статье журнала «Советский экран» кинокомедии начала 1970-х, упрекнул эту комедию в назидательности и ложном глубокомыслии. Также отрицательную оценку фильму дал кинокритик Юрий Богомолов рассматривая фильм на страницах журнала «Искусство кино».